# Zülfü Livaneli
Zülfü Livaneli (* 20. června 1946) je turecký zpěvák, básník a romanopisec. Během převratu v roce 1971 byl kvůli svým politickým názorům několikrát uvězněn a následujícího roku musel opustit zemi. Pobýval například ve Stockholmu, Paříži, Athénách a New Yorku, kde se setkal například s Eliou Kazanem, Peterem Ustinovem, Jamesem Baldwinem a Arthurem Millerem. Do rodné země se vrátil roku 1984. V roce 1999 obdržel italské ocenění Premio Tenco. Během své kariéry získal i různá další ocenění. Ve volbách v roce 2002 byl zvolen členem tureckého parlamentu za republikánskou stranu (CHP), v roce 2005 se však s tuto stranou rozešel kvůli jejímu autoritářství a nedemokratických postojích. Poslancem zůstal do konce volebního období v roce 2007.
Livaneli pravidelně publikuje v tureckých sociálně-demokratických a republikánských periodikách.
Livaneli složil okolo tří set písní a je jedním z nejpopulárnějších zpěváků v Turecku. Věnoval se také skládání filmové hudby - je autorem hudby například k filmu Cesta (Yol) Yilmaze Güneye.

## České překlady knih
- Štěstí (Mutluluk, česky 2008 v překladu Tomáše Laněho, ISBN 978-80-86149-53-0)
- Serenáda (Serenad, česky 2012 v překladu Tomáše Laněho, ISBN 978-80-87148-33-4)